# São Benedito (Uberaba)
O São Benedito é um bairro na Cidade de Uberaba , Minas Gerais, Brasil.
A Paróquia de São Benedito está localizada na Praça Dr. Jorge Frange. O bairro possui onze agências bancárias.